# Блан, Мануэль
Мануэль Блан (фр. Manuel Blanc; род. 12 июня 1968, Булонь-Бийанкур, О-де-Сен, Франция) — французский актёр.

## Биография
Мануэль Блан начал карьеру в любительском театре, затем решил стать режиссёром, но в итоге не пошёл этим путём. В 1992 году за роль в фильме «Я не целуюсь» он получает премию «Сезар» как самый многообещающий актер, а затем в 1994 году получил Приз Жана Габена. Также Блан играл в театре. С 1999 года он стал регулярно сниматься в телефильмах.

## Фильмография

### Кинофильмы
- 1991 — Я не целуюсь — Пьер Лаказ
- 1993 — Un crime — Фредерик Шапелин-Турвель
- 1994 — Des feux mal éteints — Жером
- 1994 — Lou n'a pas dit non — Пьер
- 1995 — Le Roi de Paris — Поль Дерваль
- 1996 — Beaumarchais, l'insolent — Гюден
- 1997 — Le Temps d'une cigarette (короткометражный фильм)
- 1999 — Un beau jour sans conséquence (короткометражный фильм)
- 1999 — J'ai fait des sandwiches pour la route (короткометражный фильм)
- 1999 — 1999 Madeleine — Габриэль
- 2000 — Exit — наркоман
- 2000 — Scénarios sur la drogue: Speed Ball — Рено (короткометражный фильм)
- 2002 — L'Esprit du jeu — человек (короткометражный фильм)
- 2002 — Vivante — Поль
- 2002 — Deux — человек с цветком / русский офицер / Анри Л. / французский офицер / человек на пляже
- 2002 — Mes parents — журналист
- 2003 — Je t'aime, je t'adore — Лоран
- 2004 — Juste un peu de réconfort… — Янник (короткометражный фильм)
- 2004 — En ton absence — Люк (короткометражный фильм)
- 2005 — Avant qu'il ne soit trop tard — Дуг
- 2005 — Week-end — человек (короткометражный фильм)
- 2006 — Exes — Человек из тупика 1
- 2007 — En pays éloigné (короткометражный фильм)
- 2010 — Syndrome(s) (короткометражный фильм)
- 2013 — Holy Thursday (The Last Supper) — Дьё (короткометражный фильм)
- 2013 — Little Gay Boy — Дьё
- 2014 — One Deep Breath — Маэль
- 2015 — Where Horses Go to Die[3] — Мануэла / Марко

### ТВ-фильмы
- 1989 — The Saint — Xavier
- 1995 — La Rivière Espérance — Benjamin Donadieu
- 1999 — P.J. — Stéphane Darcier (эпизод Casting de Frédéric Krivine)
- 1999 — Chambre n°13 (эпизод Douze = un(e))
- 2001 — Les Redoutables: Histoire d'eau
- 2001 — L'Île bleue — Андре
- 2002 — Dream, Dream, Dream — Жоаким
- 2004 — Lumière
- 2005 — La Crim' — Северин Дорваль (эпизод Au nom du père)
- 2005 — Capitaine des ténèbres — капитан Поль Вуле
- 2006 — Femmes de loi — Тьерри Буржуа (эпизод Clichés meurtriers)
- 2006 — Sable noir — Франсис Шарпантье (эпизод Fotografik)
- 2006 — Le Juge est une femme — Дениз Тарпон (эпизод Clichés meurtriers)
- 2006 — Louis la brocante — Жермен Лаланд (эпизод Louis et les gueules noires)
- 2006 — Jeff et Léo, flics et jumeaux — Станислас (эпизод Le Dernier tango et Il fait sauver Alice)
- 2008 — Mitterrand à Vichy — Жан-Поль Мартин (docu-fiction)
- 2008 — Sexe, gombo et beurre salé — Жан-Поль
- 2008 — Villa Jasmin — Гильбо
- 2009 — Suite noire — Габриэль (эпизод Vitrage à la corde)
- 2011 — Section de recherches — Ян Обри (5-й сезон, эпизод 1-й и 2-й Roman noir)
- 2011 — Mort d'un président — Ален Помпиду
- 2012 — Trafics (série) — Ванек
- 2013 — La Balade de Lucie — служащий мэрии
- 2013 — Falco — Дидье Фантин (эпизод Rencontre assassines)
- 2015 — Les Dames — Бруно (эпизод Dame de feu)
- 2017 — Capitaine Marleau  — Ален Пера (эпизод La Nuit de la Lune Rousse)